# Marcus Ulpius Ulpianus
Marcus Ulpius Ulpianus war ein im 2. Jahrhundert n. Chr. lebender Angehöriger des römischen Ritterstandes (Eques).
Durch ein Militärdiplom, das auf den 19. November 150 datiert ist, ist belegt, dass Ulpianus 150 Kommandeur der am Rhein stationierten Flotte (Classis Germanica) war.